# Here We Go, Stereo
Here We Go, Stereo is het tweede album van de Nederlandse rockband Racoon. In de Nederlandse Album Top 100 was de hoogste plaats 62. Het album stond 4 weken in de top 100.

## Track Listing
1. "Reach"" - 3:23
2. "Side Effects" - 4:02
3. "Eric's Bar" - 2:51
4. "Back You Up" - 4:17
5. "Biggest Fan" - 3:15
6. "World Without Worries" - 3:34
7. "Water by the Bed" - 5:03
8. "Tic Toc" - 3:15
9. "Autumn Tunes" - 3:19
10. "Wendy" - 2:18
11. "Paper Home" - 3:36
12. "Luka's Song" - 3:15
13. "Hardcore Tapes" - 3:41

In 2005 werd het album opnieuw uitgebracht met drie bonustracks, waardoor de totale tijd van de CD op 56:28 kwam.
1. "Wreck" - 3:08
2. "Side Effects (Akoestisch)" - 4:02
3. "Paper Home (Akoestisch)" - 3:29

## Singles
- Side Effects
- Eric's Bar